# Eckhart Tolle
Eckhart Tolle, geboren als Ulrich Leonard Tölle (Lünen, 16 februari 1948) is een Duitse leraar en auteur op het gebied van spiritualiteit. Zijn eerste boek "De Kracht van het Nu" werd een bestseller.

## Leven
Tolle werd geboren in Duitsland. Hij woonde vanaf zijn dertiende bij zijn vader in Spanje. Rond zijn twintigste verhuisde hij naar Engeland. Omdat hij geen middelbareschoolopleiding had gedaan, moest hij een avondopleiding volgen om zich te kwalificeren voor de universiteit. Vervolgens bezocht hij de Universiteit van Londen en de Universiteit van Cambridge. Op zijn negenentwintigste ervoer hij naar eigen zeggen een 'spirituele transformatie' die het begin van zijn functioneren als spiritueel raadsman en leraar markeerde. Hij veranderde zijn naam toen in "Eckhart", naar de 13e-eeuwse mysticus Meester Eckhart.
Tegenwoordig woont hij in de Canadese stad Vancouver.

## Werk
Zijn eerste boek The Power of Now ("De Kracht van het Nu") was nummer één op de New York Times-bestsellerlijst. Dit werk werd vertaald in meer dan dertig talen. De Amerikaanse televisiepresentatrice Oprah Winfrey beschouwt "The Power of Now" als een van haar favoriete boeken. Een ander boek - A New Earth ("Een nieuwe aarde – De uitdaging van deze tijd") - was de nummer één op de New York Times-bestsellerslijst in maart 2008.
In januari 2008 selecteerde Oprah Winfrey A New Earth in haar "Oprah's Book Club" selectie. Dit ging vergezeld van een tien weken durend "live online seminar" (of "webinar") met Tolle. Dit startte op 3 maart 2008.
Op zaterdag 30 oktober 2010 opende Eckhart Tolle de maand van de spiritualiteit met een toespraak van twee uur over "tijd maken" in De Doelen in Rotterdam. Op zaterdag 31 maart 2014 ging Mysteriën in première in het Concertgebouw, een compositie van Louis Andriessen gebaseerd op het leven van Tolle.

### Nederlandse vertalingen
- De Kracht van het Nu Uitgeverij Ankh-Hermes ISBN 978 90 202 8230 6
- De Kracht van het Nu in de praktijk Uitgever Ankh-Hermes ISBN 978 90 202 8269 6
- De Stilte Spreekt Uitgeverij Ankh-Hermes ISBN 978 90 202 8319 8
- Een Nieuwe Aarde, De uitdaging van deze tijd. Uitgeverij Ankh-Hermes ISBN 978 90 202 8406 5

### Engelstalige werken
- The Power of Now: A Guide to Spiritual Enlightenment, New World Library, ISBN 1-57731-152-3 (HC) ISBN 1-57731-480-8 (PB)
- Practicing the Power of Now: Essential Teachings, Meditations, and Exercises from The Power of Now, New World Library, ISBN 1-57731-195-7 (HC)
- Stillness Speaks: Whispers of Now, New World Library, ISBN 1-57731-400-X
- A New Earth: Awakening to Your Life's Purpose, Dutton, ISBN 0-525-94802-3

#### Dvd
- The Flowering of Human Consciousness: Everyone's Life Purpose, Namaste Publishing, Inc., 2001 ISBN 1-59179-154-5
- Eckhart Tolle's Findhorn Retreat - Stillness Amidst The World, New World Library, ISBN 1-57731-509-X
- De kracht van STILTE - Eckhart Tolle live in Rotterdam, Ankh Hermes, augustus 2012, ISBN 978-90-202-0808 5